# Thaddeus Bullard
Thaddeus Michael Bullard (Boynton Beach, 29 april 1977), beter bekend als Titus O'Neil, is een Amerikaans halftijds professioneel worstelaar en voormalig Americanfootballspeler die sinds 2009 actief is in de World Wrestling Entertainment en zijn rol vervuld als Global Ambassador voor de federatie. Titus wordt beschouwd als een van de meest filantropische worstelaars in de geschiedenis van WWE wegens zijn liefdadigheidswerk, voornamelijk in zijn woonplaats Tampa, Florida. In 2020 werd hij opgenomen in de WWE Hall of Fame en werd ontvanger van de Warrior Award.

## Jeugd
Bullard werd op 29 april 1977 geboren te Boynton Beach, Florida. Hij is opgegroeid in Live Oak, Florida, waar hij ook zijn middelbare school heeft afgerond. Hij was een uitmuntend speler voor zijn school, wat herkend is door USA Today, Superprep en Parade Magazine.

## Professioneel worstel-carrière

### World Wrestling Entertainment/WWE (2009-heden)

#### Florida Championship Wrestling (2009-2011)
Bullard tekende een contract van World Wrestling Entertainment (WWE) in 2009 en begon te trainen op hun opleidingscentrum, Florida Championship Wrestling (FCW). Hij maakte zijn televisiedebuut op 16 januari 2010 in een aflevering van FCW's show op Bright House Sports Network als Titus O'Neil in een tag teammatch met Skip Sheffield die ze echter verloren van Vance Archer en Alex Riley.

### Hoofdrooster (2011-heden)
In de seizoensfinale van WWE NXT die uitgezonden werd op 1 juni 2010, werd aangekondigd dat Titus O'Neil meedoet in de nieuwe seizoen van NXT met Zack Ryder als zijn WWE pro en mentor. In de SmackDown-aflevering van 20 april 2012 maakte Titus O'Neil zijn debuut samen met Darren Young als tag team en versloegen zij The Usos. Eind mei verklaarden O'Neil en Young zichzelf tot Prime Time Players.

## Prestaties
- Florida Championship Wrestling
  - FCW Florida Tag Team Championship (1 keer) – met Damien Sandow
- Pro Wrestling Illustrated
  - Gerangschikt op nummer 82 van de top 500 singles worstelaars in de PWI 500 in 2013
- Rolling Stone
  - Most Deserved Push (2015) Als lid van The Prime Time Players
- Wrestling Observer Newsletter
  - Worst Feud of the Year (keer) vs. Darren Young
- WWE
  - WWE Tag Team Championship (1 keer) – met Darren Young
  - WWE 24/7 Championship (1 keer)
  - WWE Year-End Award for Funniest Moment of the Year (2018) – Tripping over at Greatest Royal Rumble
  - WWE Hall of Fame (Class of 2020 – Warrior Award)